# Burlington (Vermont)
Burlington je největší město amerického státu Vermont, okresu Chittenden. Leží 72 km jižně od hranic s Kanadou a 151 km od Montrealu. Město mělo v roce 2015 celkem 42 452 obyvatel, metropolitní oblast má necelých 200 000 lidí. Leží na východním břehu jezera Champlain, na jehož západním břehu se již rozkládá New York (stát).
Historie města sahá do roku 1763, kdy mělo být vybudováno (jako osada) z grantů pro New Hampshire (samotný Vermont, coby samostatný stát, vznikl až v roce 1777). První osadníci na místo přijeli až v roce 1775, kdy zde postavili jen 2 nebo tři jednoduché domy. Další budování pozastavila Americká válka za nezávislost. Status město Burlington získalo v roce 1785. O název města panuje spor mezi Richardem Boylem, 3. vévodou z Burlingtonu, a rodinou Burlingtonů z New Yorku.
Demografie: 85,7 % běloši, 6 % asijská etnika, 4,9 % černoši, 2,6 % hispánci, 0,4 % tzv. první národy.
Dělí se na čtvrti/„sousedství“: Downtown, Hill Section, The Intervale, New North End, Old North End, South End, University District.
Město je sídlem University of Vermont, nachází se zde její zdravotní centrum. Mezi další pamětihodnosti patří operní dům, hospodářský dům Ethana Allena z roku 1784, zednářský dům, synagoga z roku 1885, kaple Ira Allen. Na dvou městských stadionech sídlí dva sportovních týmy – Lake Monsters a Catamounts.
Mimo jiné zde má pobočky několik firem a korporací. V roce 1978 zde začala poměrně známá zmrzlinářská firma Ben & Jerry's.
V letech 1981 až 1989 byl starostou města nynější senátor za Vermont a prezidentský kandidát, Bernie Sanders.

## Partnerská města
Burlington má uzavřené partnerství s:
- Betlém, Palestinská autonomie
- Ełk, Polsko
- Jaroslavl, Rusko
- Arad, Izrael
- Puerto Cabezas, Nikaragua
- Moss Point, Mississippi[2]